# Pterobunocephalus
Pterobunocephalus es un género de pequeños peces de agua dulce de la familia Aspredinidae en el orden Siluriformes. Sus 2 especies habitan en aguas cálidas de América del Sur. La mayor longitud que alcanza ronda los 9 cm.

## Distribución
Este género se encuentra en ríos de aguas tropicales y subtropicales de América del Sur, en las cuencas del Orinoco, del Amazonas, y del Plata, llegando por el sur hasta el Paraguay y el norte de la Argentina.

### Especies
Este género se subdivide en sólo 2 especies:
- Pterobunocephalus depressus (Haseman, 1911)
- Pterobunocephalus dolichurus (Delsman, 1941)